# ELEAGUE Major 2018
ELEAGUE Major 2018 byl turnajem ve hře Counter-Strike: Global Offensive. Jednalo se o 12. turnaj nejvyšší kategorie CS:GO Major. ELEAGUE Major 2018 byl prvním Majorem pro 24 týmů. Původní Minor turnaje se staly součástí Majorů a dostaly označení Challengers Stage. Challengers Stage hraje 16 týmů (8 týmů, které na posledním Majoru vypadly v Legends Stage a 8 týmů z kvalifikací). Osm nejlepších týmů Challengers Stage postupuje do Legends Stage, kde se utkají s 8 týmy, které na posledním Majoru hrály Champions Stage.

## Týmy

### Výběr
- Legendy – 8 nejlepších týmů z posledního Majoru (PGL Major Kraków 2017)
- Vyzyvatelé – 8 týmů, které prohrály na posledním Majoru (PGL Major Kraków 2017)

- Minor šampioni – 8 nejlepších týmů z uplynulých Minorů

### Soupisky
| Legendy | Legendy | Legendy | Legendy |
| Gambit Esports | Astralis | Virtus.pro | Fnatic |
| --- | --- | --- | --- |
| Mikhail "Dosia" Stolyarov Dauren "AdreN" Kystaubayev Rustem "mou" Telepov Abay "Hobbit" Khassenov Bektiyar "fitch" Bahytov     | Nicolai "dev1ce" Reedtz Peter "dupreeh" Rothmann Andreas "Xyp9x" Højsleth Markus "Kjaerbye" Kjærbye Lukas "gla1ve" Rossander   | Wiktor "TaZ" Wojtas Filip "NEO" Kubski Jarosław "pashaBiceps" Jarząbkowski Janusz "Snax" Pogorzelski Paweł "byali" Bieliński   | Freddy "KRIMZ" Johansson Jesper "JW" Wecksell Robin "flusha" Rönnquist Maikil "Golden" Semil Jonas "Lekr0" Olofsson             |
| SK Gaming | BIG | North | Volné místo |
| Gabriel "FalleN" Toledo Fernando "fer" Alvarenga Marcelo "coldzera" David Epitacio "TACO" de Melo João "felps" Vasconcellos    | Fatih "gob b" Dayik Nicola "LEGIJA" Ninic Johannes "tabseN" Wodarz Johannes "nex" Maget Kevin "keev" Bartholomäus              | Mathias "MSL" Lauridsen Kristian "k0nfig" Wienecke René "cajunb" Borg Philip "aizy" Aistrup Valdemar "valde" Bjørn Vangså      | |
| Vyzyvatelé | | | |
| Cloud9 | FlipSid3 Tactics | G2 Esports | Natus Vincere |
| Tyler "Skadoodle" Latham Jacky "Stewie2K" Yip Timothy "autimatic" Ta Will "Rush" Wierzba Tarik "tarik" Celik                   | Andrey "B1ad3" Gorodenskiy Georgi "WorldEdit" Yaskin Yegor "markeloff" Markelov Jan "wayLander" Rahkonen Denis "seized" Kostin | Richard "shox" Papillon Alexandre "bodyy" Pianaro Nathan "NBK-" Schmitt Kenny "kennyS" Schrub Dan "apEX" Madesclaire           | Ioann "Edward" Sukhariev Egor "flamie" Vasilyev Oleksandr "s1mple" Kostyliev Danylo "Zeus" Teslenko Denis "electronic" Sharipov |
| mousesports | Sprout | FaZe Clan | Vega Squadron |
| Chris "chrisJ" de Jong Tomáš "oskar" Štastný Robin "ropz" Kool Miikka "suNny" Kemppi Martin "STYKO" Styk                       | Kevin "kRYSTAL" Amend Paweł "innocent" Mocek Jesse "zehN" Linjala Denis "denis" Howell Timo "Spiidi" Richter                   | Håvard "rain" Nygaard Finn "karrigan" Andersen Nikola "NiKo" Kovač Ladislav "Guardian" Kovács Olof "olofmeister" Kajbjer       | Nikolay "mir" Bityukov Leonid "chopper" Vishniakov Dimitriy "jR" Chervak Sergey "keshandr" Nikishin Pavel "hutji" Lashkov       |
| Minor šampioni | | | |
| Space Soldiers | Team Liquid | AVANGAR | Renegades |
| Can "XANTARES" Dörtkardeş Ergin "ngiN" Kor Ahmet "paz" Karahoca Ergin "MAJ3R" Kupeli Buğra "Calyx" Arkın                       | Nicolas "nitr0" Cannella Jonathan "EliGE" Jablonowski Josh "jdm64" Marzano Russel "Twistzz" Van Dulken Wilton "zews" Prado     | Timur "Buster" Tulepov Aidyn "KrizzeN" Turlybekov Alexey "Qikert" Golubev Dmitry "dimasick" Matvienko Ali "Jame" Djami         | Aaron "AZR" Ward Justin "jks" Sevage Karlo "USTILO" Pivac Noah "Nifty" Francis Keith "NAF" Markovic                             |
| Team EnVyUs | Misfits | Quantum Bellator Fire | Flash Gaming |
| Vincent "Happy" Cervoni Schopenhauer Christophe "SIXER" Xia Cédric "RpK" Guipouy Alexandre "xms" Forté Adil "ScreaM" Banrlitom | Sean "seang@res" Gares Hunter "SicK" Mims Shahzeeb "ShahZaM" Khan François "AmaNEk" Delauney David "devoduvek" Dobrosavljevic  | Gregory "balblna" Oleinick Aurimas "Kvik" Kvakšys Savely "jmqa" Bragin Nikita "waterfaLLZ" Matveyev Kirill "Boombl4" Mikhailov | Yu Lun "Summer" Cai Qi Fang "Karsa" Su Kunhua "LOVEYY" Bai Yuan Zang "Attacker" Sheng Andrew "kaze" Khong                       |

## Kvalifikace
| #   | Tým                   | V/P | Skóre | Rozdíl | 1. kolo               | 2. kolo               | 3. kolo               | 4. kolo               | 5. kolo               |
| --- | --------------------- | --- | ----- | ------ | --------------------- | --------------------- | --------------------- | --------------------- | --------------------- |
| 1.  | Cloud9                | 3/0 | 48:21 | +27    | Team EnVyUs           | Sprout                | mousesports           |                       |                       |
| 2.  | G2 Esports            | 3/0 | 51:32 | +19    | Flash Gaming          | Misfits               | Vega Squadron         |                       |                       |
| 3.  | FaZe Clan             | 3/1 | 54:40 | +14    | Team Liquid           | Vega Squadron         | Quantum Bellator Fire | Natus Vincere         |                       |
| 4.  | Vega Squadron         | 3/1 | 64:53 | +11    | Renegades             | FaZe Clan             | G2 Esports            | Team Liquid           |                       |
| 5.  | Space Soldiers        | 3/1 | 52:55 | +7     | Sprout                | AVANGAR               | Misfits               | mousesports           |                       |
| 6.  | mousesports           | 3/2 | 70:53 | +17    | AVANGAR               | Natus Vincere         | Cloud9                | Space Soldiers        | Renegades             |
| 7.  | Natus Vincere         | 3/2 | 54:48 | +6     | Quantum Bellator Fire | mousesports           | Sprout                | FaZe Clan             | Team Liquid           |
| 8.  | Quantum Bellator Fire | 3/2 | 62:63 | -1     | Natus Vincere         | Flash Gaming          | FaZe Clan             | Team EnVyUs           | AVANGAR               |
| 9.  | Team Liquid           | 2/3 | 65:72 | -7     | FaZe Clan             | FlipSid3 Tactics      | Renegades             | Vega Squadron         | Natus Vincere         |
| 10. | Renegades             | 2/3 | 64:64 | 0      | Vega Squadron         | Team EnVyUs           | Team Liquid           | Sprout                | mousesposts           |
| 11. | AVANGAR               | 2/3 | 59:68 | -9     | mousesports           | Space Soldiers        | FlipSid3 Tactics      | Misfits               | Quantum Bellator Fire |
| 12. | Sprout                | 1/3 | 34:59 | -25    | Space Soldiers        | Cloud9                | Natus Vincere         | Renegades             |                       |
| 13. | Team EnVyUs           | 1/3 | 45:61 | -16    | Cloud9                | Renegades             | Flash Gaming          | Quantum Bellator Fire |                       |
| 14. | Misfits               | 1/3 | 47:52 | -5     | FlipSid3 Tactics      | G2Esports             | Space Soldiers        | AVANGAR               |                       |
| 15. | Flash Gaming          | 0/3 | 37:48 | -11    | G2 Esports            | Quantum Bellator Fire | Team EnVyUs           |                       |                       |
| 16. | Flipsid3 Tactics      | 0/3 | 21:48 | -27    | Misfits               | Team Liquid           | AVANGAR               |                       |                       |

### Podrobnosti

#### První kolo
| První kolo zápasu | První kolo zápasu | První kolo zápasu | První kolo zápasu | První kolo zápasu     |
| Tým               | Skóre             | Mapa              | Skóre             | Tým                   |
| ----------------- | ----------------- | ----------------- | ----------------- | --------------------- |
| Vega Squadron     | 16                | Mirage            | 14                | Renegades             |
| mousesports       | 16                | Mirage            | 12                | AVANGAR               |
| FaZe Clan         | 16                | Overpass          | 14                | Team Liquid           |
| FlipSid3 Tactics  | 4                 | Overpass          | 16                | Misfits               |
| Sprout            | 16                | Cobblestone       | 11                | Space Soldiers        |
| Natus Vincere     | 16                | Inferno           | 8                 | Quantum Bellator Fire |
| G2 Esports        | 16                | Inferno           | 11                | Flash Gaming          |
| Cloud9            | 16                | Cache             | 11                | Team EnVyUs           |

#### Druhé kolo
| Druhé vyšší kolo zápasu | Druhé vyšší kolo zápasu | Druhé vyšší kolo zápasu | Druhé vyšší kolo zápasu | Druhé vyšší kolo zápasu |
| Tým                     | Skóre                   | Mapa                    | Skóre                   | Tým                     |
| ----------------------- | ----------------------- | ----------------------- | ----------------------- | ----------------------- |
| mousesports             | 16                      | Mirage                  | 2                       | Natus Vincere           |
| Sprout                  | 5                       | Inferno                 | 16                      | Cloud9                  |
| FaZe Clan               | 6                       | Inferno                 | 16                      | Vega Squadron           |
| Misfits                 | 5                       | Cobblestone             | 16                      | G2 Esports              |

| Druhé nižší kolo zápasu | Druhé nižší kolo zápasu | Druhé nižší kolo zápasu | Druhé nižší kolo zápasu | Druhé nižší kolo zápasu |
| Tým                     | Skóre                   | Mapa                    | Skóre                   | Tým                     |
| ----------------------- | ----------------------- | ----------------------- | ----------------------- | ----------------------- |
| FlipSid3 Tactics        | 10                      | Cobblestone             | 16                      | Team Liquid             |
| Space Soldiers          | 16                      | Mirage                  | 9                       | AVANGAR                 |
| Team EnVyUs             | 6                       | Cache                   | 16                      | Renegades               |
| Flash Gaming            | 13                      | Inferno                 | 16                      | Quantum Bellator Fire   |

#### Třetí kolo
| Třetí vyšší kolo zápasu | Třetí vyšší kolo zápasu | Třetí vyšší kolo zápasu | Třetí vyšší kolo zápasu | Třetí vyšší kolo zápasu |
| Tým                     | Skóre                   | Mapa                    | Skóre                   | Tým                     |
| ----------------------- | ----------------------- | ----------------------- | ----------------------- | ----------------------- |
| Vega Squadron           | 16                      | Overpass                | 19                      | G2 Esports              |
| mousesports             | 5                       | Train                   | 16                      | Cloud9                  |

| Třetí střední kolo zápasu | Třetí střední kolo zápasu | Třetí střední kolo zápasu | Třetí střední kolo zápasu | Třetí střední kolo zápasu |
| Tým                       | Skóre                     | Mapa                      | Skóre                     | Tým                       |
| ------------------------- | ------------------------- | ------------------------- | ------------------------- | ------------------------- |
| Quantum Bellator Fire     | 6                         | Mirage                    | 16                        | FaZe Clan                 |
| Misfits                   | 13                        | Train                     | 16                        | Space Soldiers            |
| Sprout                    | 3                         | Mirage                    | 16                        | Natus Vincere             |
| Renegades                 | 14                        | Cobblestone               | 16                        | Team Liquid               |

| Třetí nižší kolo zápasu | Třetí nižší kolo zápasu | Třetí nižší kolo zápasu | Třetí nižší kolo zápasu | Třetí nižší kolo zápasu |
| Tým                     | Skóre                   | Mapa                    | Skóre                   | Tým                     |
| ----------------------- | ----------------------- | ----------------------- | ----------------------- | ----------------------- |
| Flash Gaming            | 13                      | Inferno                 | 16                      | Team EnVyUs             |
| FlipSid3 Tactics        | 7                       | Train                   | 16                      | AVANGAR                 |

#### Čtvrté kolo
| Čtvrté vyšší kolo zápasu | Čtvrté vyšší kolo zápasu | Čtvrté vyšší kolo zápasu | Čtvrté vyšší kolo zápasu | Čtvrté vyšší kolo zápasu |
| Tým                      | Skóre                    | Mapa                     | Skóre                    | Tým                      |
| ------------------------ | ------------------------ | ------------------------ | ------------------------ | ------------------------ |
| Team Liquid              | 14                       | Mirage                   | 16                       | Vega Squadron            |
| FaZe Clan                | 16                       | Train                    | 4                        | Natus Vincere            |
| Space Soldiers           | 19                       | Mirage                   | 17                       | mousesports              |

| Čtvrté nižší kolo zápasu | Čtvrté nižší kolo zápasu | Čtvrté nižší kolo zápasu | Čtvrté nižší kolo zápasu | Čtvrté nižší kolo zápasu |
| Tým                      | Skóre                    | Mapa                     | Skóre                    | Tým                      |
| ------------------------ | ------------------------ | ------------------------ | ------------------------ | ------------------------ |
| Misfits                  | 13                       | Cache                    | 16                       | AVANGAR                  |
| Renegades                | 16                       | Cobblestone              | 10                       | Sprout                   |
| Quantum Bellator Fire    | 16                       | Inferno                  | 12                       | Team EnVyUs              |

#### Páté kolo
| Páté kolo zápasu | Páté kolo zápasu | Páté kolo zápasu | Páté kolo zápasu | Páté kolo zápasu      |
| Tým              | Skóre            | Mapa             | Skóre            | Tým                   |
| ---------------- | ---------------- | ---------------- | ---------------- | --------------------- |
| mousesports      | 16               | Mirage           | 4                | Renegades             |
| AVANGAR          | 6                | Train            | 16               | Quantum Bellator Fire |
| Natus Vincere    | 16               | Inferno          | 5                | Team Liquid           |

#### Souboj o poslední místo
| Souboj 2. a 3. místa | Souboj 2. a 3. místa | Souboj 2. a 3. místa | Souboj 2. a 3. místa | Souboj 2. a 3. místa |
| Tým                  | Skóre                | Mapa                 | Skóre                | Tým                  |
| -------------------- | -------------------- | -------------------- | -------------------- | -------------------- |
| Renegades            | 10                   | Mirage               | 16                   | AVANGAR              |

| Kvalifikační zápas | Kvalifikační zápas | Kvalifikační zápas | Kvalifikační zápas | Kvalifikační zápas |
| Tým                | Skóre              | Mapa               | Skóre              | Tým                |
| ------------------ | ------------------ | ------------------ | ------------------ | ------------------ |
| Team Liquid        | 19                 | Mirage             | 15                 | AVANGAR            |

## Základní skupina
| #   | Tým                   | V/P | Skóre | Rozdíl | 1. kolo               | 2. kolo               | 3. kolo               | 4. kolo               | 5. kolo        |
| --- | --------------------- | --- | ----- | ------ | --------------------- | --------------------- | --------------------- | --------------------- | -------------- |
| 1.  | G2 Esports            | 3/0 | 48:20 | +28    | Cloud9                | Team Liquid           | Quantum Bellator Fire |                       |                |
| 2.  | FaZe Clan             | 3/0 | 48:23 | +25    | Fnatic                | Vega Squadron         | SK Gaming             |                       |                |
| 3.  | Natus Vincere         | 3/1 | 53:33 | +20    | Gambit Esports        | BIG                   | Team Liquid           | Fnatic                |                |
| 4.  | SK Gaming             | 3/1 | 60:51 | +9     | Space Soldiers        | mousesports           | FaZe Clan             | Gambit Esports        |                |
| 5.  | Quantum Bellator Fire | 3/1 | 55:49 | +6     | Virtus.pro            | Gambit Esports        | G2 Esports            | mousesports           |                |
| 6.  | mousesports           | 3/2 | 74:50 | +24    | Astralis              | SK Gaming             | Vega Squadron         | Quantum Bellator Fire | Space Soldiers |
| 7.  | Cloud9                | 3/2 | 69:49 | +20    | G2 Esports            | Space Soldiers        | Virtus.pro            | Astralis              | Vega Squadron  |
| 8.  | Fnatic                | 3/2 | 63:48 | +15    | FaZe Clan             | Virtus.pro            | Astralis              | Natus Vincere         | Gambit Esports |
| 9.  | Space Soldiers        | 2/3 | 71:69 | +2     | SK Gaming             | Cloud9                | Gambit Esports        | BIG                   | mousesports    |
| 10. | Gambit Esport         | 2/3 | 60:69 | -9     | Natus Vincere         | Quantum Bellator Fire | Space Soldiers        | SK Gaming             | Fnatic         |
| 11. | Vega Squadron         | 2/3 | 42:70 | -28    | North                 | FaZe Clan             | mousesports           | Team Liquid           | Cloud9         |
| 12. | Team Liquid           | 1/3 | 45:53 | -8     | BIG                   | G2 Esports            | Natus Vincere         | Vega Squadron         |                |
| 13. | Astralis              | 1/3 | 32:62 | -30    | mousesport            | North                 | Fnatic                | Cloud9                |                |
| 14. | BIG                   | 1/3 | 30:60 | -30    | Team Liquid           | Natus Vincere         | North                 | Space Soldiers        |                |
| 15. | North                 | 0/3 | 36:48 | -12    | Vega Sqadron          | Astralis              | BIG                   |                       |                |
| 16. | Virtus.pro            | 0/3 | 16:48 | -32    | Quantum Bellator Fire | Fnatic                | Cloud9                |                       |                |

### Podrobnosti

#### První kolo
| První kolo zápasu | První kolo zápasu | První kolo zápasu | První kolo zápasu | První kolo zápasu     |
| Tým               | Skóre             | Mapa              | Skóre             | Tým                   |
| ----------------- | ----------------- | ----------------- | ----------------- | --------------------- |
| North             | 10                | Overpass          | 16                | Vega Squadron         |
| Virtus.pro        | 3                 | Cache             | 16                | Quantum Bellator Fire |
| BIG               | 5                 | Inferno           | 16                | Team Liquid           |
| Fnatic            | 8                 | Cache             | 16                | FaZe Clan             |
| Astralis          | 2                 | Cache             | 16                | mousesports           |
| Cloud9            | 8                 | Cache             | 16                | G2 Esports            |
| Gambit Esports    | 16                | Nuke              | 5                 | Natus Vincere         |
| SK Gaming         | 16                | Mirage            | 13                | Space Soldiers        |

#### Druhé kolo
| Druhé vyšší kolo zápasu | Druhé vyšší kolo zápasu | Druhé vyšší kolo zápasu | Druhé vyšší kolo zápasu | Druhé vyšší kolo zápasu |
| Tým                     | Skóre                   | Mapa                    | Skóre                   | Tým                     |
| ----------------------- | ----------------------- | ----------------------- | ----------------------- | ----------------------- |
| Quantum Bellator Fire   | 19                      | Inferno                 | 16                      | Gambit Esports          |
| FaZe Clan               | 16                      | Train                   | 3                       | Vega Squadron           |
| G2 Esports              | 16                      | Inferno                 | 8                       | Team Liquid             |
| SK Gaming               | 16                      | Mirage                  | 12                      | mousesports             |

| Druhé nižší kolo zápasu | Druhé nižší kolo zápasu | Druhé nižší kolo zápasu | Druhé nižší kolo zápasu | Druhé nižší kolo zápasu |
| Tým                     | Skóre                   | Mapa                    | Skóre                   | Tým                     |
| ----------------------- | ----------------------- | ----------------------- | ----------------------- | ----------------------- |
| Space Soldiers          | 16                      | Cobblestone             | 13                      | Cloud9                  |
| Virtus.pro              | 6                       | Inferno                 | 16                      | Fnatic                  |
| BIG                     | 1                       | Inferno                 | 16                      | Natus Vincere           |
| Astralis                | 16                      | Train                   | 14                      | North                   |

#### Třetí kolo
| Třetí vyšší kolo zápasu | Třetí vyšší kolo zápasu | Třetí vyšší kolo zápasu | Třetí vyšší kolo zápasu | Třetí vyšší kolo zápasu |
| Tým                     | Skóre                   | Mapa                    | Skóre                   | Tým                     |
| ----------------------- | ----------------------- | ----------------------- | ----------------------- | ----------------------- |
| Quantum Bellator Fire   | 4                       | Cache                   | 16                      | G2 Esports              |
| SK Gaming               | 12                      | Cache                   | 16                      | FaZe Clan               |

| Třetí střední kolo zápasu | Třetí střední kolo zápasu | Třetí střední kolo zápasu | Třetí střední kolo zápasu | Třetí střední kolo zápasu |
| Tým                       | Skóre                     | Mapa                      | Skóre                     | Tým                       |
| ------------------------- | ------------------------- | ------------------------- | ------------------------- | ------------------------- |
| Vega Squadron             | 3                         | Mirage                    | 16                        | mousesports               |
| Team Liquid               | 9                         | Overpass                  | 16                        | Natus Vincere             |
| Fnatic                    | 16                        | Mirage                    | 8                         | Astralis                  |
| Space Soldiers            | 13                        | Train                     | 16                        | Gambit Esports            |

| Třetí nižší kolo zápasu | Třetí nižší kolo zápasu | Třetí nižší kolo zápasu | Třetí nižší kolo zápasu | Třetí nižší kolo zápasu |
| Tým                     | Skóre                   | Mapa                    | Skóre                   | Tým                     |
| ----------------------- | ----------------------- | ----------------------- | ----------------------- | ----------------------- |
| BIG                     | 16                      | Cobblestone             | 12                      | North                   |
| Virtus.pro              | 7                       | Mirage                  | 16                      | Cloud9                  |

#### Čtvrté kolo
| Čtvrté vyšší kolo zápasu | Čtvrté vyšší kolo zápasu | Čtvrté vyšší kolo zápasu | Čtvrté vyšší kolo zápasu | Čtvrté vyšší kolo zápasu |
| Tým                      | Skóre                    | Mapa                     | Skóre                    | Tým                      |
| ------------------------ | ------------------------ | ------------------------ | ------------------------ | ------------------------ |
| Quantum Bellator Fire    | 16                       | Train                    | 14                       | mousesports              |
| Gambit Esport            | 10                       | Overpass                 | 16                       | SK Gaming                |
| Fnatic                   | 7                        | Inferno                  | 16                       | Natus Vincere            |

| Čtvrté nižší kolo zápasu | Čtvrté nižší kolo zápasu | Čtvrté nižší kolo zápasu | Čtvrté nižší kolo zápasu | Čtvrté nižší kolo zápasu |
| Tým                      | Skóre                    | Mapa                     | Skóre                    | Tým                      |
| ------------------------ | ------------------------ | ------------------------ | ------------------------ | ------------------------ |
| Misfits                  | 13                       | Cobblestone              | 16                       | AVANGAR                  |
| Renegades                | 16                       | Train                    | 10                       | Sprout                   |
| Quantum Bellator Fire    | 16                       | Inferno                  | 12                       | Team EnVyUs              |

#### Páté kolo
| Páté kolo zápasu | Páté kolo zápasu | Páté kolo zápasu | Páté kolo zápasu | Páté kolo zápasu |
| Tým              | Skóre            | Mapa             | Skóre            | Tým              |
| ---------------- | ---------------- | ---------------- | ---------------- | ---------------- |
| Fnatic           | 16               | Mirage           | 2                | Gambit Esports   |
| Vega Squadron    | 4                | Mirage           | 16               | Cloud9           |
| mousesports      | 16               | Mirage           | 5                | Space Soldiers   |

## Play-off
|  | Čtvrtfinále           | Čtvrtfinále   |           |   | Semifinále | Semifinále |  |  | Finále | Finále |
|  | 0                     |               |           |   |            |            |  |  |        |        |
|  |                       |               |           |   |            |            |  |  |        |        |
|  | FaZe Clan             | 2             |           |   |            |            |  |  |        |        |
|  | FaZe Clan             | 2             |           |   |            |            |  |  |        |        |
|  | mousesports           | 0             |           |   |            |            |  |  |        |        |
|  | mousesports           | 0             | FaZe Clan | 2 |            |            |  |  |        |        |
|  |                       |               | FaZe Clan | 2 |            |            |  |  |        |        |
|  |                       | Natus Vincere | 0         |   |            |            |  |  |        |        |
|  | Natus Vincere         | Natus Vincere | 0         | 2 |            |            |  |  |        |        |
|  | Natus Vincere         |               |           | 2 |            |            |  |  |        |        |
|  | Quantum Bellator Fire | 0             |           |   |            |            |  |  |        |        |
|  | Quantum Bellator Fire | 0             | FaZe Clan | 1 |            |            |  |  |        |        |
|  |                       |               | FaZe Clan | 1 |            |            |  |  |        |        |
|  |                       | Cloud9        | 2         |   |            |            |  |  |        |        |
|  | G2 Esports            | Cloud9        | 2         | 0 |            |            |  |  |        |        |
|  | G2 Esports            |               |           | 0 |            |            |  |  |        |        |
|  | Cloud9                | 2             |           |   |            |            |  |  |        |        |
|  | Cloud9                | 2             | Cloud9    | 2 |            |            |  |  |        |        |
|  |                       |               | Cloud9    | 2 |            |            |  |  |        |        |
|  |                       | SK Gaming     | 1         |   |            |            |  |  |        |        |
|  | SK Gaming             | SK Gaming     | 1         | 2 |            |            |  |  |        |        |
|  | SK Gaming             |               |           | 2 |            |            |  |  |        |        |
|  | Fnatic                | 1             |           |   |            |            |  |  |        |        |
|  | Fnatic                | 1             |           |   |            |            |  |  |        |        |

### Podrobnosti

#### Čtvrtfinále
| FaZe Clan v.s. mousesports | FaZe Clan v.s. mousesports | FaZe Clan v.s. mousesports | FaZe Clan v.s. mousesports | FaZe Clan v.s. mousesports |
| Tým                        | Skóre                      | mapy                       | Skóre                      | Tým                        |
| -------------------------- | -------------------------- | -------------------------- | -------------------------- | -------------------------- |
| FaZe Clan                  | 19                         | Nuke                       | 16                         | mousesports                |
| FaZe Clan                  | 16                         | Cache                      | 9                          | mousesports                |
| FaZe Clan                  | Train                      |                            |                            | mousesports                |

| Natus Vincere v.s. Quantum Bellator Fire | Natus Vincere v.s. Quantum Bellator Fire | Natus Vincere v.s. Quantum Bellator Fire | Natus Vincere v.s. Quantum Bellator Fire | Natus Vincere v.s. Quantum Bellator Fire |
| Tým                                      | Skóre                                    | Mapy                                     | Skóre                                    | Tým                                      |
| ---------------------------------------- | ---------------------------------------- | ---------------------------------------- | ---------------------------------------- | ---------------------------------------- |
| Natus Vincere                            | 16                                       | Mirage                                   | 4                                        | Quantum Bellator Fire                    |
| Natus Vincere                            | 16                                       | Inferno                                  | 7                                        | Quantum Bellator Fire                    |
| Natus Vincere                            | Train                                    |                                          |                                          | Quantum Bellator Fire                    |

| G2 Esports v.s. Cloud9 | G2 Esports v.s. Cloud9 | G2 Esports v.s. Cloud9 | G2 Esports v.s. Cloud9 | G2 Esports v.s. Cloud9 |
| Tým                    | Skóre                  | Mapy                   | Skóre                  | Tým                    |
| ---------------------- | ---------------------- | ---------------------- | ---------------------- | ---------------------- |
| G2 Esports             | 8                      | Mirage                 | 16                     | Cloud9                 |
| G2 Esports             | 7                      | Overpass               | 16                     | Cloud9                 |
| G2 Esports             | Cobblestone            |                        |                        | Cloud9                 |

| SK Gaming v.s. Fnatic | SK Gaming v.s. Fnatic | SK Gaming v.s. Fnatic | SK Gaming v.s. Fnatic | SK Gaming v.s. Fnatic |
| Tým                   | Skóre                 | Mapy                  | Skóre                 | Tým                   |
| --------------------- | --------------------- | --------------------- | --------------------- | --------------------- |
| SK Gaming             | 19                    | Inferno               | 22                    | Fnatic                |
| SK Gaming             | 16                    | Overpass              | 14                    | Fnatic                |
| SK Gaming             | 16                    | Mirage                | 12                    | Fnatic                |

#### Semifinále
| FaZe Clan v.s. Natus Vincere | FaZe Clan v.s. Natus Vincere | FaZe Clan v.s. Natus Vincere | FaZe Clan v.s. Natus Vincere | FaZe Clan v.s. Natus Vincere |
| Tým                          | Skóre                        | Mapy                         | Skóre                        | Tým                          |
| ---------------------------- | ---------------------------- | ---------------------------- | ---------------------------- | ---------------------------- |
| FaZe Clan                    | 16                           | Inferno                      | 9                            | Natus Viscere                |
| FaZe Clan                    | 16                           | Mirage                       | 7                            | Natus Viscere                |
| FaZe Clan                    | Train                        |                              |                              | Natus Viscere                |

| Cloud9 v.s. SK Gaming | Cloud9 v.s. SK Gaming | Cloud9 v.s. SK Gaming | Cloud9 v.s. SK Gaming | Cloud9 v.s. SK Gaming |
| Tým                   | Skóre                 | Mapy                  | Skóre                 | Tým                   |
| --------------------- | --------------------- | --------------------- | --------------------- | --------------------- |
| Cloud9                | 16                    | Mirage                | 3                     | SK Gaming             |
| Cloud9                | 8                     | Cobblestone           | 16                    | SK Gaming             |
| Cloud9                | 16                    | Inferno               | 9                     | SK Gaming             |

#### Finále
| FaZe Clan v.s. Cloud9 | FaZe Clan v.s. Cloud9 | FaZe Clan v.s. Cloud9 | FaZe Clan v.s. Cloud9 | FaZe Clan v.s. Cloud9 |
| Tým                   | Skóre                 | Mapy                  | Skóre                 | Tým                   |
| --------------------- | --------------------- | --------------------- | --------------------- | --------------------- |
| FaZe Clan             | 16                    | Mirage                | 14                    | Cloud9                |
| FaZe Clan             | 10                    | Overpass              | 16                    | Cloud9                |
| FaZe Clan             | 19                    | Inferno               | 22                    | Cloud9                |

## Konečná tabulka
| #       | Tým                   | Výhra    |
| ------- | --------------------- | -------- |
| 1.      | Cloud9                | 500,000$ |
| 2.      | FaZe Clan             | 150,000$ |
| 3.-4.   | Natus Vincere         | 70,000$  |
| 3.-4.   | SK Gaming             | 70,000$  |
| 5.-8.   | mousesports           | 35,000$  |
| 5.-8.   | Quantum Bellator Fire | 35,000$  |
| 5.-8.   | G2 Esports            | 35,000$  |
| 5.-8.   | Fnatic                | 35,000$  |
| 9.-11.  | Gambit Esports        | 8,750$   |
| 9.-11.  | Vega Squadron         | 8,750$   |
| 9.-11.  | Space Soldiers        | 8,750$   |
| 12.-14. | BIG                   | 8,750$   |
| 12.-14. | Astralis              | 8,750$   |
| 12.-14. | Team Liquid           | 8,750$   |
| 15.-16. | North                 | 8,750$   |
| 15.-16. | Virtus.pro            | 8,750$   |
| 17.     | AVANGAR               | 0$       |
| 18.     | Renegades             | 0$       |
| 19.-21. | Sprout                | 0$       |
| 19.-21. | Team EnVyUs           | 0$       |
| 19.-21. | Misfits               | 0$       |
| 22.-23. | Flash Gaming          | 0$       |
| 22.-23. | FlipSid3 Tactics      | 0$       |